# Rebecca Traister
Rebecca Traister (1975) es una escritora y periodista estadounidense. Es redactora de la revista New York y de su web The Cut, y trabaja como colaboradora en la revista Elle. Trabajó para The New Republic desde febrero de 2014 hasta junio de 2015. Es comentarista en la televisión por cable de noticias relacionadas con el  feminismo y la política.

## Biografía
Nacida en 1975 de padre judío y madre baptista, Traister se crio en una granja. Asistió a la Germantown Friends School en Filadelfia y a la Universidad Northwestern. Después de la universidad, se trasladó a la ciudad de Nueva York. 

## Obra
El primer libro de Traister, la no ficción Big Girls Don't Cry (2010), fue un libro destacado del New York Times en 2010, y el ganador del Premio Ernesta Drinker Ballard Book en 2012. Uno de los argumentos clave del libro es que 2008 fue el año "en el que lo que alguna vez se llamó movimiento de liberación de la mujer encontró una nueva y emocionante vida" debido a la campaña presidencial de Hillary Clinton.
El segundo libro de no ficción de Traister, All the Single Ladies (2016), se considera como una continuación del primero. Gillian Whitemarch de The New York Times lo describió como un "buen ensayo, profundamente documentado de la puja de las mujeres por su independencia  durante siglos". En 2018 Traister publicó su tercer libro de no ficción, Good and Mad: The Revolutionary Power of Women's Anger .

## Premios y reconocimientos
Traister recibió el premio "Making Trouble / Making History" del Jewish Women's Archive en 2012 en su almuerzo anual, donde la activista Gloria Steinem fue la presentadora.
En 2012, Traister recibió el premio Mirror al Mejor Comentario en Medios Digitales por dos ensayos que aparecieron en Salon ("'30 Rock 'Adopta la hipocresía feminista, y la suya propia", y "Ver 'Damas de honor' es una responsabilidad social"), y uno que se publicó en The New York Times ("¡La telenovela ha muerto! ¡Viva la telenovela! " ).

## Vida personal
En 2011, Traister se casó con Darius Wadia, un abogado de oficio en Brooklyn. La pareja vive en Nueva York, con sus dos hijas.

## Trabajos
- Big Girls Don't Cry: The Election that Changed Everything for American Women. Simon and Schuster. 14 de septiembre de 2010. ISBN 978-1-4391-5487-8.
- All the Single Ladies: Unmarried Women and the Rise of an Independent Nation. Simon & Schuster. 1 de marzo de 2016. ISBN 978-1-4767-1658-9.
- Good and Mad: The Revolutionary Power of Women's Anger. Simon & Schuster. 2018. ISBN 9781501181795.

## Otras lecturas
- «Rebecca Traister». Current Biography Yearbook 79 (11): 79-84. 2018.